# Teppei Takano
Pour les articles homonymes, voir Takano.
Teppei Takano (高野 鉄平, Takano Teppei), né le 25 novembre 1983 à Minakami, est un sauteur à ski japonais.

## Biographie
Takano fait ses débuts dans la Coupe du monde en décembre 2001 à Predazzo, cinq jours avant de gagner sa première manche dans la Coupe continentale à Saint-Moritz. 
Il marque ses premiers points dans la Coupe du monde en janvier 2003 à Sapporo (16e).
En février 2003, il signe son premier et unique top dix dans la Coupe du monde en se classant neuvième à Willingen. Le même mois, il est sélectionné pour les Championnats du monde à Val di Fiemme, où il prend la 26e place au petit tremplin.
S'il gagne une manche de la Coupe continentale estivale en 2003, il n'obtient qu'une sélection en Coupe du monde l'hiver suivant à Sapporo (17e).
De 2005 à 2009, année où il prend sa retraite sportive, il saute seulement à des compétitions FIS.

## Palmarès

### Championnats du monde
| Épreuve / Édition | Val di Fiemme 2003 |
| Petit tremplin    | 26e                |

### Coupe du monde
- Meilleur classement général : 47e en 2003
- Meilleur résultat individuel : 9e.
- Meilleur résultat par équipes : 4e.

#### Classements généraux
| Compet'/Année | Compet'/Année | Classement général | Classement général |
| ------------- | ------------- | ------------------ | ------------------ |
| Compet'/Année | Compet'/Année | Class.             | Points             |
| 2003          | 2003          | 47e                | 50                 |
| 2004          | 2004          | 61e                | 14                 |

### Coupe continentale
- 2 victoires.